# Michnové z Vacínova
Michnové z Vacínova (též německy Michna von Vacínov, Michna z Waczynowa, von Waczinow, von Waizenhof(f)en, von Waitzenhof(f)en nebo von Waitzenau) byl český vladycký rod, později povýšený do hraběcího stavu.

## Historie
Kolem roku 1530 přesídlil do Budyně nad Ohří Lužický Srb Pavel Michna, koželuh. Měl dva syny, Šebestiána a Martina, kterého dal vyučit řezníkem. Martin se stal váženým měšťanem a panským úředníkem, v roce 1583 se pak stal správcem celého budyňského panství (v tomto roce zemřel majitel panství Mikuláš Zajíc z Hazmburka, poručníkem jeho dětí Jana Zbyňka a Hedviky byl jmenován Jiří starší z Lobkovic, skutečnou správu hospodářských statků měli ale na starosti měšťané Budyně a hlavním správcem se stal právě Martin Michna). Když Jan Zbyněk dosáhl v roce 1596 plnoletosti, jmenoval Martina Michnu hejtmanem panství a doporučil jej císaři Rudolfovi II. k povýšení do vladyckého stavu. 14. srpna 1598 se Martin Michna stal vladykou s přídomkem z Vacínova (podle hájku v blízkosti Kostelce nad Ohří, nedaleko Budyně) a byl mu udělen erb (půl zlatého zajíce na modrém štítě jako odkaz na jeho služby Hazmburkům).

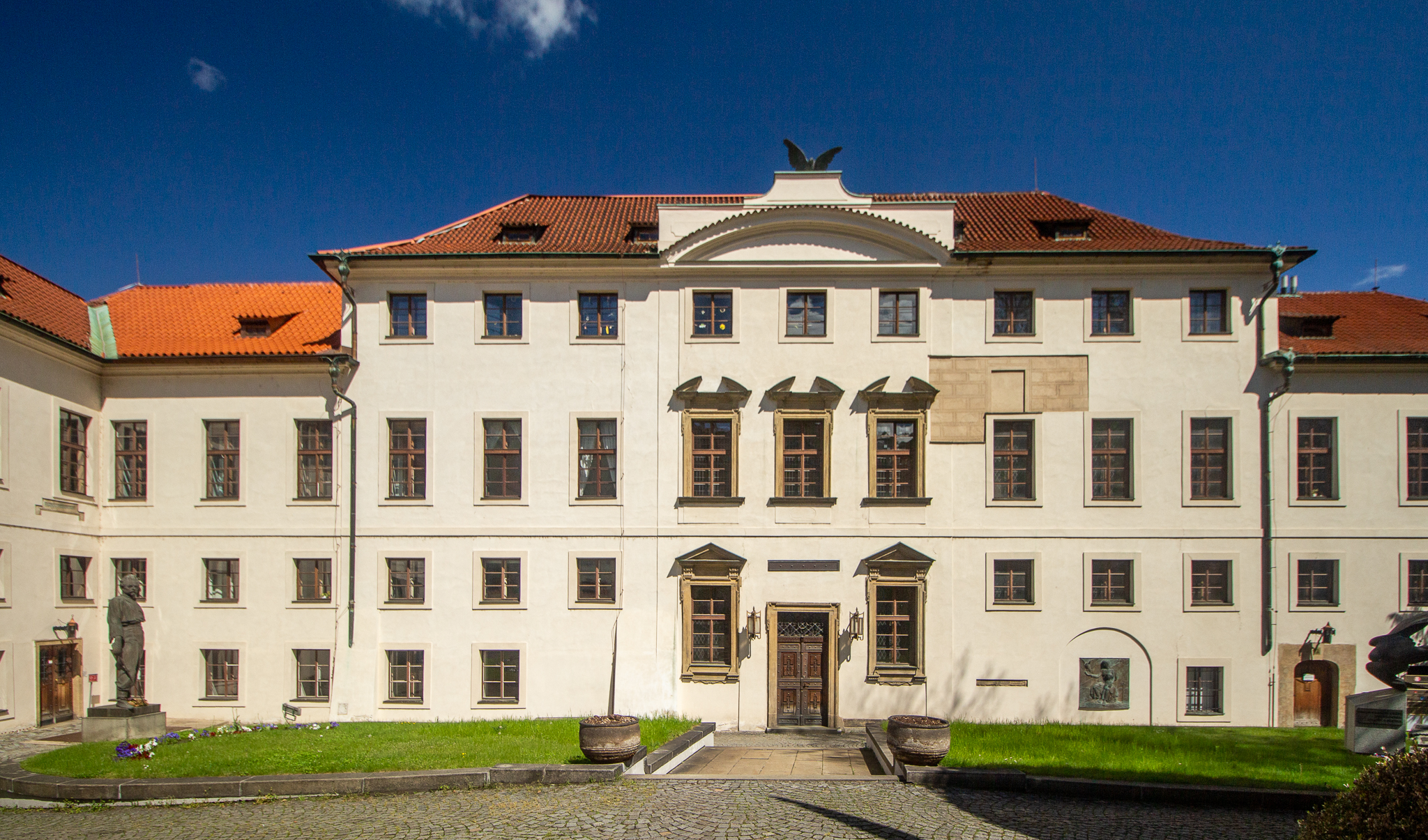
Michnův palác na Malé Straně

Martin Michna měl dva syny: Jiřího Viléma a Pavla, který rod povznesl, ale také se nechvalně zapsal do historie.
Pavel byl vychován u jezuitů a poté se vydal na dráhu úředníka. Stal se sekretářem v České dvorské kanceláři. Stál na straně císaře proti vzpouře českých stavů, a proto musel na čas Čechy opustit a do vlasti se vrátil až s císařským vojskem. Získal si přízeň Karla I. z Lichtenštejna a Albrechta z Valdštejna, podílel se na konfiskacích, působil v konsorciu, které znehodnotilo měnu. Podařilo se mu získat značné jmění. Císař jej v roce 1627 povýšil do panského stavu a roku 1627 do stavu říšského hraběte. Zemřel roku 1632 při Valdštejnově tažení na Norimberk. Začal stavět barokní palác v Praze na Malé Straně, pro jeho nákladnost jej však vnukové museli prodat.
Pavlův syn Václav se stal zemským hejtmanem. I další členové rodu sloužili v císařských službách.
Rod se rozvětvil do tří linií, jedna z nich se poněmčila, roku 1711 získala dědičný titul hrabat a přijala příjmení von Weitzenhofen.
Emanuel Petr (1772-1827) byl profesorem agronomie na Karlově univerzitě. Od roku 1811 byl řádným členem c. k. vlastenecko-hospodářské společnosti, roku 1815 se stal jejím sekretářem - "snad nejlepším, jakého kdy společnost měla". Posledním příslušníkem rodu byl jeho syn Bedřich Jan Michna z Vacínova (Friedrich Johann Michna Graf von Waitzenau), který vykonával post krajského hejtmana, jímž rod v Praze roku 1872 po meči vymřel.

## Budovy a panství spojené srodem

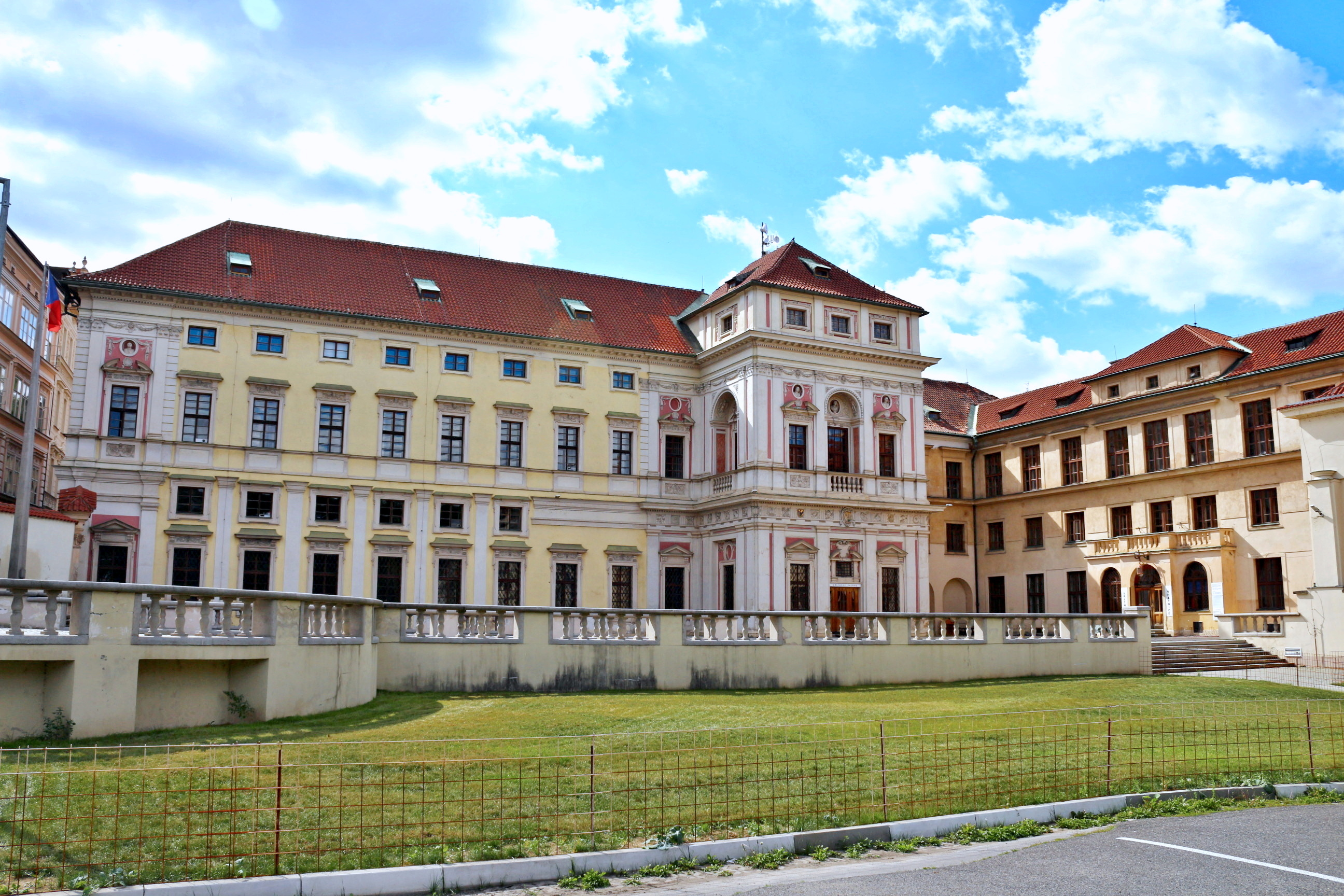
Michnův palác v Praze na Malé Straně

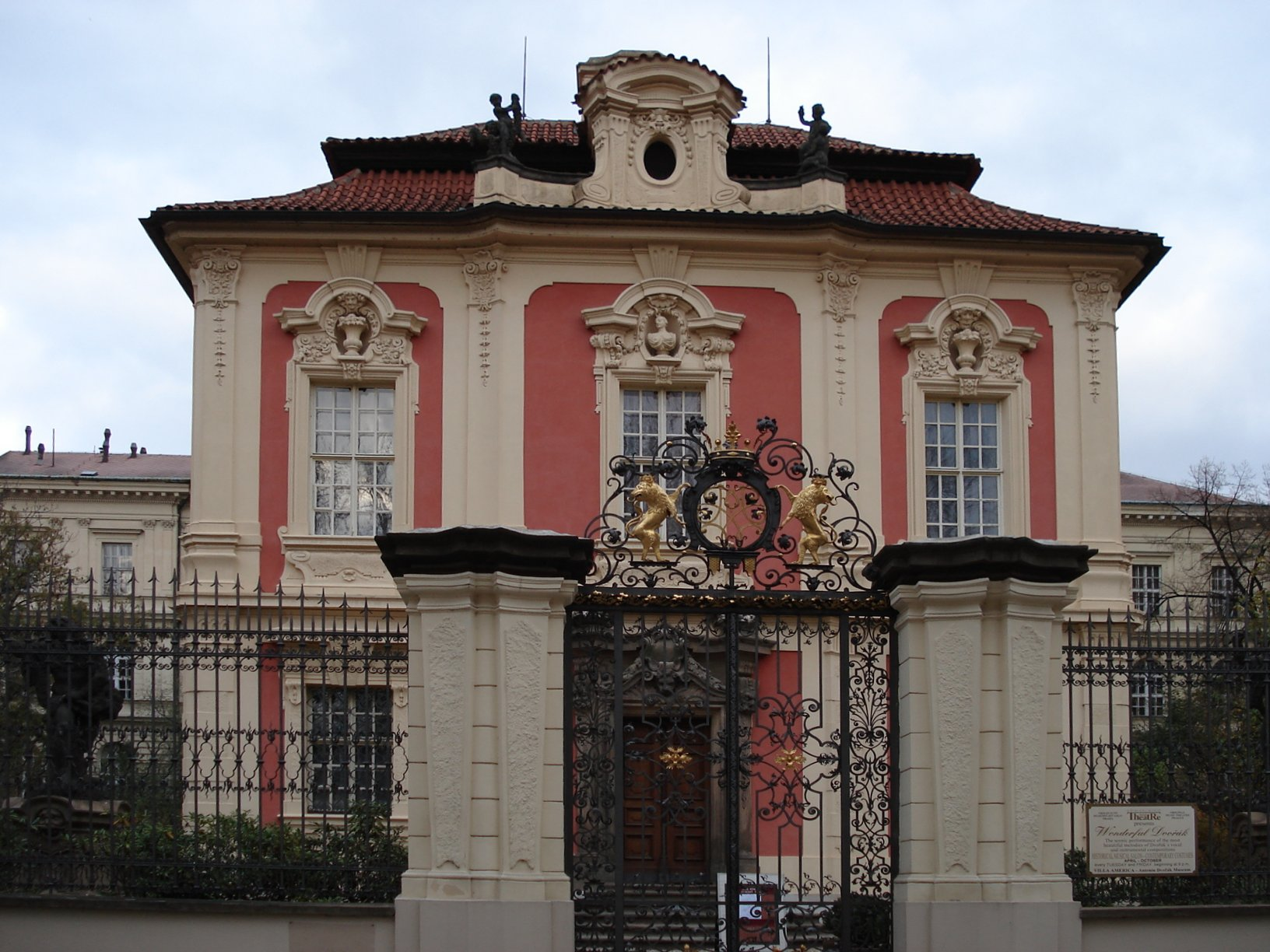
Michnův letohrádek (Villa Amerika, Muzeum Antonína Dvoráka) na Novém Městě Praha 2, Ke Karlovu 20

- Michnův letohrádek (Villa Amerika) na Novém Městě pražském, dnes sídlo Muzea Antonína Dvořáka, dům nechal vystavět v letech 1717–1720 Jan Václav Michna z Vacínova.
- Palác Michny z Vacínova (Tyršův dům) v Praze na Malé Straně, dříve též malý renesanční zámeček Kinských z Vchynic, v letech 1640–1650 barokně přestavěn a rozšířen tehdejším majitelem hrabětem Václavem Michnou, výzdobu provedli italští mistři Francesco Caratti a Domenico Galli.
- Renesanční palác Granovských z Granova v Týnském dvoře (Ungelt) v Praze na Starém Městě, někdejší celnice, kterou císař Ferdinand I. Habsburský po zrušení mýtné povinnosti věnoval výběrčímu Jakubu Granovskému z Granova, který nechal dům přestavět na renesanční palác. Po roce 1620 se vystřídalo několik majitelů a dům měl různá využití.
- Malostranské mlýny v Praze
- Mühldorfský dům v Praze
- Dům V Templu v Praze
- Zámek Janov v Janově (část města Litvínov)

## Erb
V původním erbu se nacházela polovina zajíce. Po povýšení do panského a později hraběcího stavu doznal erb změn. Nahoře byla černá orlice ve zlatém poli, dole zlatý lev v černém poli a červené a bílé pruhy. Uprostřed stálo zlaté písmeno F na modrém podkladě.

## Rodokmen
Rodokmen Martina Michny z Vacínova sepsaný 18. listopadu 1910 (dokument je ve sbírkách Jandova muzea v Budyni nad Ohří):
- Martin Michna, vladyka z Vacínova od roku 1598
  - Pavel (1589 – 26. srpna 1632)
    - Václav (Jan) (? – 22. května 1667), bez dětí

  - Jiří Vilém (1590 – 1640)
    - Sigmund Norbert (? - 1668)
      - Karel Jiří (? – 1710), bez dětí
      - Ferdinand, bez dětí

    - Vilém Fridrich

  - Martin Jaroslav
    - Vilém Václav - jeho synové byli v roce 1711 povýšeni do hraběcího stavu s predikátem von Weitzenau-Weitzenhofen
      - Martin Vilém (? – 1722)
      - Jan Václav
        - Ferdinand Karel
          - Karel (? – 1790), manželka Johana hraběnka z Bubna (? – 1803)
            - Emanuel (18. prosince 1772 – 16. listopadu 1827)
              - Bedřich Jan (16. března 1804 – 1872), bez dětí, jím rod Michnů z Vacínova vymírá

            - Marie (1786 – ?)

        - Martin Antonín
        - Bohuchval Sebald
          - Jan Nepomuk Xaver, bez dětí

      - Václav Ferdinand (? – 1712)

Rodinný strom:
|                |                |                |                |                |                |  |  |                                                                                                 |                                                                                                 |                                                                                                 |                                                                                                 |                                                                                                 |                                                                                                 |                         |                         |                                                          |                                                          |                                                          |                                                          |                                                                               |                                                                               |                                                                               |                                                                               |                                                                               |                                                                               |                                       |                                       |                                                                         |                                                                         |                                                                         |                                                                         |                                                                         |                                                                         |                                                             |                                                             |                                                             |                                                             |        |        | Martin MICHNA Z VACÍNOVA († 1632)                                             |                                                                               |                                                                               |                                                                               |                                                                               |                                                                               |            |            | | | | | | |                                                                                      |                                                                                      | | | | | | |                                                                            |                                                                            |                                                                            |                                                                            |                                                                         |                                                                         |                                                                              |                                                                              |                                                                              |                                                                              | | | | | | |                                                                                        |                                                                                        |                                                                                        |                                                                                        |
|                |                |                |                |                |                |  |  |                                                                                                 |                                                                                                 |                                                                                                 |                                                                                                 |                                                                                                 |                                                                                                 |                         |                         |                                                          |                                                          |                                                          |                                                          |                                                                               |                                                                               |                                                                               |                                                                               |                                                                               |                                                                               |                                       |                                       |                                                                         |                                                                         |                                                                         |                                                                         |                                                                         |                                                                         |                                                             |                                                             |                                                             |                                                             |        |        |                                                                               |                                                                               |                                                                               |                                                                               |                                                                               |                                                                               |            |            | | | | | | |                                                                                      |                                                                                      | | | | | | |                                                                            |                                                                            |                                                                            |                                                                            |                                                                         |                                                                         |                                                                              |                                                                              |                                                                              |                                                                              | | | | | | |                                                                                        |                                                                                        |                                                                                        |                                                                                        |
|                |                |                |                |                |                |  |  |                                                                                                 |                                                                                                 |                                                                                                 |                                                                                                 |                                                                                                 |                                                                                                 |                         |                         |                                                          |                                                          |                                                          |                                                          |                                                                               |                                                                               |                                                                               |                                                                               |                                                                               |                                                                               |                                       |                                       |                                                                         |                                                                         |                                                                         |                                                                         |                                                                         |                                                                         |                                                             |                                                             |                                                             |                                                             |        |        |                                                                               |                                                                               |                                                                               |                                                                               |                                                                               |                                                                               |            |            | | | | | | |                                                                                      |                                                                                      | | | | | | |                                                                            |                                                                            |                                                                            |                                                                            |                                                                         |                                                                         |                                                                              |                                                                              |                                                                              |                                                                              | | | | | | |                                                                                        |                                                                                        |                                                                                        |                                                                                        |
|                |                |                |                |                |                |  |  |                                                                                                 |                                                                                                 |                                                                                                 |                                                                                                 |                                                                                                 |                                                                                                 |                         |                         |                                                          |                                                          |                                                          |                                                          |                                                                               |                                                                               |                                                                               |                                                                               |                                                                               |                                                                               |                                       |                                       |                                                                         |                                                                         |                                                                         |                                                                         |                                                                         |                                                                         |                                                             |                                                             |                                                             |                                                             |        |        |                                                                               |                                                                               |                                                                               |                                                                               |                                                                               |                                                                               |            |            | | | | | | |                                                                                      |                                                                                      | | | | | | |                                                                            |                                                                            |                                                                            |                                                                            |                                                                         |                                                                         |                                                                              |                                                                              |                                                                              |                                                                              | | | | | | |                                                                                        |                                                                                        |                                                                                        |                                                                                        |
|                |                |                |                |                |                |  |  |                                                                                                 |                                                                                                 |                                                                                                 |                                                                                                 |                                                                                                 |                                                                                                 |                         |                         | Ondřej                                                   | Ondřej                                                   | Ondřej                                                   | Ondřej                                                   | Ondřej                                                                        | Ondřej                                                                        |                                                                               |                                                                               |                                                                               |                                                                               |                                       |                                       |                                                                         |                                                                         |                                                                         |                                                                         | Pavel (cca 1572 – 1632) ∞ Anna z Kobersdorfu                            | Pavel (cca 1572 – 1632) ∞ Anna z Kobersdorfu                            | Pavel (cca 1572 – 1632) ∞ Anna z Kobersdorfu                | Pavel (cca 1572 – 1632) ∞ Anna z Kobersdorfu                | Pavel (cca 1572 – 1632) ∞ Anna z Kobersdorfu                | Pavel (cca 1572 – 1632) ∞ Anna z Kobersdorfu                |        |        |                                                                               |                                                                               |                                                                               |                                                                               |                                                                               |                                                                               |            |            | Jiří Vilém (cca 1574 – 25.8.1637) ∞ Dorota Maternová z Květnice ∞ Sabrina Lukrecie Minkvicová z Minkvic (bezd.) ∞ Voršila Žofie z Oppersdorffu (bezd.) | Jiří Vilém (cca 1574 – 25.8.1637) ∞ Dorota Maternová z Květnice ∞ Sabrina Lukrecie Minkvicová z Minkvic (bezd.) ∞ Voršila Žofie z Oppersdorffu (bezd.) | Jiří Vilém (cca 1574 – 25.8.1637) ∞ Dorota Maternová z Květnice ∞ Sabrina Lukrecie Minkvicová z Minkvic (bezd.) ∞ Voršila Žofie z Oppersdorffu (bezd.) | Jiří Vilém (cca 1574 – 25.8.1637) ∞ Dorota Maternová z Květnice ∞ Sabrina Lukrecie Minkvicová z Minkvic (bezd.) ∞ Voršila Žofie z Oppersdorffu (bezd.) | Jiří Vilém (cca 1574 – 25.8.1637) ∞ Dorota Maternová z Květnice ∞ Sabrina Lukrecie Minkvicová z Minkvic (bezd.) ∞ Voršila Žofie z Oppersdorffu (bezd.) | Jiří Vilém (cca 1574 – 25.8.1637) ∞ Dorota Maternová z Květnice ∞ Sabrina Lukrecie Minkvicová z Minkvic (bezd.) ∞ Voršila Žofie z Oppersdorffu (bezd.) |                                                                                      |                                                                                      | | | | | | |                                                                            |                                                                            | Šebastián (cca 1576 – po 1637) ∞ Eliška Tejnská z Tejna                    | Šebastián (cca 1576 – po 1637) ∞ Eliška Tejnská z Tejna                    | Šebastián (cca 1576 – po 1637) ∞ Eliška Tejnská z Tejna                 | Šebastián (cca 1576 – po 1637) ∞ Eliška Tejnská z Tejna                 | Šebastián (cca 1576 – po 1637) ∞ Eliška Tejnská z Tejna                      | Šebastián (cca 1576 – po 1637) ∞ Eliška Tejnská z Tejna                      |                                                                              |                                                                              | | | | | | |                                                                                        |                                                                                        |                                                                                        |                                                                                        |
|                |                |                |                |                |                |  |  |                                                                                                 |                                                                                                 |                                                                                                 |                                                                                                 |                                                                                                 |                                                                                                 |                         |                         | Ondřej                                                   | Ondřej                                                   | Ondřej                                                   | Ondřej                                                   | Ondřej                                                                        | Ondřej                                                                        |                                                                               |                                                                               |                                                                               |                                                                               |                                       |                                       |                                                                         |                                                                         |                                                                         |                                                                         | Pavel (cca 1572 – 1632) ∞ Anna z Kobersdorfu                            | Pavel (cca 1572 – 1632) ∞ Anna z Kobersdorfu                            | Pavel (cca 1572 – 1632) ∞ Anna z Kobersdorfu                | Pavel (cca 1572 – 1632) ∞ Anna z Kobersdorfu                | Pavel (cca 1572 – 1632) ∞ Anna z Kobersdorfu                | Pavel (cca 1572 – 1632) ∞ Anna z Kobersdorfu                |        |        |                                                                               |                                                                               |                                                                               |                                                                               |                                                                               |                                                                               |            |            | Jiří Vilém (cca 1574 – 25.8.1637) ∞ Dorota Maternová z Květnice ∞ Sabrina Lukrecie Minkvicová z Minkvic (bezd.) ∞ Voršila Žofie z Oppersdorffu (bezd.) | Jiří Vilém (cca 1574 – 25.8.1637) ∞ Dorota Maternová z Květnice ∞ Sabrina Lukrecie Minkvicová z Minkvic (bezd.) ∞ Voršila Žofie z Oppersdorffu (bezd.) | Jiří Vilém (cca 1574 – 25.8.1637) ∞ Dorota Maternová z Květnice ∞ Sabrina Lukrecie Minkvicová z Minkvic (bezd.) ∞ Voršila Žofie z Oppersdorffu (bezd.) | Jiří Vilém (cca 1574 – 25.8.1637) ∞ Dorota Maternová z Květnice ∞ Sabrina Lukrecie Minkvicová z Minkvic (bezd.) ∞ Voršila Žofie z Oppersdorffu (bezd.) | Jiří Vilém (cca 1574 – 25.8.1637) ∞ Dorota Maternová z Květnice ∞ Sabrina Lukrecie Minkvicová z Minkvic (bezd.) ∞ Voršila Žofie z Oppersdorffu (bezd.) | Jiří Vilém (cca 1574 – 25.8.1637) ∞ Dorota Maternová z Květnice ∞ Sabrina Lukrecie Minkvicová z Minkvic (bezd.) ∞ Voršila Žofie z Oppersdorffu (bezd.) |                                                                                      |                                                                                      | | | | | | |                                                                            |                                                                            | Šebastián (cca 1576 – po 1637) ∞ Eliška Tejnská z Tejna                    | Šebastián (cca 1576 – po 1637) ∞ Eliška Tejnská z Tejna                    | Šebastián (cca 1576 – po 1637) ∞ Eliška Tejnská z Tejna                 | Šebastián (cca 1576 – po 1637) ∞ Eliška Tejnská z Tejna                 | Šebastián (cca 1576 – po 1637) ∞ Eliška Tejnská z Tejna                      | Šebastián (cca 1576 – po 1637) ∞ Eliška Tejnská z Tejna                      |                                                                              |                                                                              | | | | | | |                                                                                        |                                                                                        |                                                                                        |                                                                                        |
|                |                |                |                |                |                |  |  |                                                                                                 |                                                                                                 |                                                                                                 |                                                                                                 |                                                                                                 |                                                                                                 |                         |                         |                                                          |                                                          |                                                          |                                                          |                                                                               |                                                                               |                                                                               |                                                                               |                                                                               |                                                                               |                                       |                                       |                                                                         |                                                                         |                                                                         |                                                                         |                                                                         |                                                                         |                                                             |                                                             |                                                             |                                                             |        |        |                                                                               |                                                                               |                                                                               |                                                                               |                                                                               |                                                                               |            |            | | | | | | |                                                                                      |                                                                                      | | | | | | |                                                                            |                                                                            |                                                                            |                                                                            |                                                                         |                                                                         |                                                                              |                                                                              |                                                                              |                                                                              | | | | | | |                                                                                        |                                                                                        |                                                                                        |                                                                                        |
|                |                |                |                |                |                |  |  |                                                                                                 |                                                                                                 |                                                                                                 |                                                                                                 |                                                                                                 |                                                                                                 |                         |                         |                                                          |                                                          |                                                          |                                                          |                                                                               |                                                                               |                                                                               |                                                                               |                                                                               |                                                                               |                                       |                                       |                                                                         |                                                                         |                                                                         |                                                                         |                                                                         |                                                                         |                                                             |                                                             |                                                             |                                                             |        |        |                                                                               |                                                                               |                                                                               |                                                                               |                                                                               |                                                                               |            |            | | | | | | |                                                                                      |                                                                                      | | | | | | |                                                                            |                                                                            |                                                                            |                                                                            |                                                                         |                                                                         |                                                                              |                                                                              |                                                                              |                                                                              | | | | | | |                                                                                        |                                                                                        |                                                                                        |                                                                                        |
| Karel († 1653) | Karel († 1653) | Karel († 1653) | Karel († 1653) | Karel († 1653) | Karel († 1653) |  |  | Jan                                                                                             | Jan                                                                                             | Jan                                                                                             | Jan                                                                                             | Jan                                                                                             | Jan                                                                                             |                         |                         | Václav (1609 – 21.5.1667) ∞ Angelika Sibyla ze Zierotína | Václav (1609 – 21.5.1667) ∞ Angelika Sibyla ze Zierotína | Václav (1609 – 21.5.1667) ∞ Angelika Sibyla ze Zierotína | Václav (1609 – 21.5.1667) ∞ Angelika Sibyla ze Zierotína | Václav (1609 – 21.5.1667) ∞ Angelika Sibyla ze Zierotína                      | Václav (1609 – 21.5.1667) ∞ Angelika Sibyla ze Zierotína                      |                                                                               |                                                                               | Pavel ml. (* 1610)                                                            | Pavel ml. (* 1610)                                                            | Pavel ml. (* 1610)                    | Pavel ml. (* 1610)                    | Pavel ml. (* 1610)                                                      | Pavel ml. (* 1610)                                                      |                                                                         |                                                                         | Martin (* 1612)                                                         | Martin (* 1612)                                                         | Martin (* 1612)                                             | Martin (* 1612)                                             | Martin (* 1612)                                             | Martin (* 1612)                                             |        |        | Anna Polyxena (1614 – 1650) ∞ Jindřich Vilém Slavata z Chlumu a Košumberka    | Anna Polyxena (1614 – 1650) ∞ Jindřich Vilém Slavata z Chlumu a Košumberka    | Anna Polyxena (1614 – 1650) ∞ Jindřich Vilém Slavata z Chlumu a Košumberka    | Anna Polyxena (1614 – 1650) ∞ Jindřich Vilém Slavata z Chlumu a Košumberka    | Anna Polyxena (1614 – 1650) ∞ Jindřich Vilém Slavata z Chlumu a Košumberka    | Anna Polyxena (1614 – 1650) ∞ Jindřich Vilém Slavata z Chlumu a Košumberka    |            |            | | | | | | |                                                                                      |                                                                                      | | | | | | |                                                                            |                                                                            |                                                                            |                                                                            |                                                                         |                                                                         |                                                                              |                                                                              |                                                                              |                                                                              | | | | | | |                                                                                        |                                                                                        |                                                                                        |                                                                                        |
| Karel († 1653) | Karel († 1653) | Karel († 1653) | Karel († 1653) | Karel († 1653) | Karel († 1653) |  |  | Jan                                                                                             | Jan                                                                                             | Jan                                                                                             | Jan                                                                                             | Jan                                                                                             | Jan                                                                                             |                         |                         | Václav (1609 – 21.5.1667) ∞ Angelika Sibyla ze Zierotína | Václav (1609 – 21.5.1667) ∞ Angelika Sibyla ze Zierotína | Václav (1609 – 21.5.1667) ∞ Angelika Sibyla ze Zierotína | Václav (1609 – 21.5.1667) ∞ Angelika Sibyla ze Zierotína | Václav (1609 – 21.5.1667) ∞ Angelika Sibyla ze Zierotína                      | Václav (1609 – 21.5.1667) ∞ Angelika Sibyla ze Zierotína                      |                                                                               |                                                                               | Pavel ml. (* 1610)                                                            | Pavel ml. (* 1610)                                                            | Pavel ml. (* 1610)                    | Pavel ml. (* 1610)                    | Pavel ml. (* 1610)                                                      | Pavel ml. (* 1610)                                                      |                                                                         |                                                                         | Martin (* 1612)                                                         | Martin (* 1612)                                                         | Martin (* 1612)                                             | Martin (* 1612)                                             | Martin (* 1612)                                             | Martin (* 1612)                                             |        |        | Anna Polyxena (1614 – 1650) ∞ Jindřich Vilém Slavata z Chlumu a Košumberka    | Anna Polyxena (1614 – 1650) ∞ Jindřich Vilém Slavata z Chlumu a Košumberka    | Anna Polyxena (1614 – 1650) ∞ Jindřich Vilém Slavata z Chlumu a Košumberka    | Anna Polyxena (1614 – 1650) ∞ Jindřich Vilém Slavata z Chlumu a Košumberka    | Anna Polyxena (1614 – 1650) ∞ Jindřich Vilém Slavata z Chlumu a Košumberka    | Anna Polyxena (1614 – 1650) ∞ Jindřich Vilém Slavata z Chlumu a Košumberka    |            |            | | | | | | |                                                                                      |                                                                                      | | | | | | |                                                                            |                                                                            |                                                                            |                                                                            |                                                                         |                                                                         |                                                                              |                                                                              |                                                                              |                                                                              | | | | | | |                                                                                        |                                                                                        |                                                                                        |                                                                                        |
|                |                |                |                |                |                |  |  |                                                                                                 |                                                                                                 |                                                                                                 |                                                                                                 |                                                                                                 |                                                                                                 |                         |                         |                                                          |                                                          |                                                          |                                                          |                                                                               |                                                                               |                                                                               |                                                                               |                                                                               |                                                                               |                                       |                                       |                                                                         |                                                                         |                                                                         |                                                                         |                                                                         |                                                                         |                                                             |                                                             |                                                             |                                                             |        |        |                                                                               |                                                                               |                                                                               |                                                                               |                                                                               |                                                                               |            |            | | | | | | |                                                                                      |                                                                                      | | | | | | |                                                                            |                                                                            |                                                                            |                                                                            |                                                                         |                                                                         |                                                                              |                                                                              |                                                                              |                                                                              | | | | | | |                                                                                        |                                                                                        |                                                                                        |                                                                                        |
|                |                |                |                |                |                |  |  |                                                                                                 |                                                                                                 |                                                                                                 |                                                                                                 |                                                                                                 |                                                                                                 |                         |                         |                                                          |                                                          |                                                          |                                                          |                                                                               |                                                                               |                                                                               |                                                                               |                                                                               |                                                                               |                                       |                                       |                                                                         |                                                                         |                                                                         |                                                                         |                                                                         |                                                                         |                                                             |                                                             |                                                             |                                                             |        |        |                                                                               |                                                                               |                                                                               |                                                                               |                                                                               |                                                                               |            |            | | | | | | |                                                                                      |                                                                                      | | | | | | |                                                                            |                                                                            |                                                                            |                                                                            |                                                                         |                                                                         |                                                                              |                                                                              |                                                                              |                                                                              | | | | | | |                                                                                        |                                                                                        |                                                                                        |                                                                                        |
|                |                |                |                |                |                |  |  | Vilém Fridrich († před 1680) ∞ Anna Marie Čejková z Olbramovic ∞ Maxmiliana Franziska de Lungen | Vilém Fridrich († před 1680) ∞ Anna Marie Čejková z Olbramovic ∞ Maxmiliana Franziska de Lungen | Vilém Fridrich († před 1680) ∞ Anna Marie Čejková z Olbramovic ∞ Maxmiliana Franziska de Lungen | Vilém Fridrich († před 1680) ∞ Anna Marie Čejková z Olbramovic ∞ Maxmiliana Franziska de Lungen | Vilém Fridrich († před 1680) ∞ Anna Marie Čejková z Olbramovic ∞ Maxmiliana Franziska de Lungen | Vilém Fridrich († před 1680) ∞ Anna Marie Čejková z Olbramovic ∞ Maxmiliana Franziska de Lungen |                         |                         |                                                          |                                                          |                                                          |                                                          |                                                                               |                                                                               |                                                                               |                                                                               |                                                                               |                                                                               |                                       |                                       | Zikmund Norbert († 1667) ∞ Marie Eliška Lažanská z Bukové               | Zikmund Norbert († 1667) ∞ Marie Eliška Lažanská z Bukové               | Zikmund Norbert († 1667) ∞ Marie Eliška Lažanská z Bukové               | Zikmund Norbert († 1667) ∞ Marie Eliška Lažanská z Bukové               | Zikmund Norbert († 1667) ∞ Marie Eliška Lažanská z Bukové               | Zikmund Norbert († 1667) ∞ Marie Eliška Lažanská z Bukové               |                                                             |                                                             |                                                             |                                                             |        |        |                                                                               |                                                                               |                                                                               |                                                                               |                                                                               |                                                                               |            |            | Martin (* 1610) | Martin (* 1610) | Martin (* 1610) | Martin (* 1610) | Martin (* 1610) | Martin (* 1610) |                                                                                      |                                                                                      | | | | | | |                                                                            |                                                                            | Martin Jaroslav (1601 – 6.2.1668) ∞ Ludmila de Nova z Bylon                | Martin Jaroslav (1601 – 6.2.1668) ∞ Ludmila de Nova z Bylon                | Martin Jaroslav (1601 – 6.2.1668) ∞ Ludmila de Nova z Bylon             | Martin Jaroslav (1601 – 6.2.1668) ∞ Ludmila de Nova z Bylon             | Martin Jaroslav (1601 – 6.2.1668) ∞ Ludmila de Nova z Bylon                  | Martin Jaroslav (1601 – 6.2.1668) ∞ Ludmila de Nova z Bylon                  |                                                                              |                                                                              | | | | | | |                                                                                        |                                                                                        |                                                                                        |                                                                                        |
|                |                |                |                |                |                |  |  | Vilém Fridrich († před 1680) ∞ Anna Marie Čejková z Olbramovic ∞ Maxmiliana Franziska de Lungen | Vilém Fridrich († před 1680) ∞ Anna Marie Čejková z Olbramovic ∞ Maxmiliana Franziska de Lungen | Vilém Fridrich († před 1680) ∞ Anna Marie Čejková z Olbramovic ∞ Maxmiliana Franziska de Lungen | Vilém Fridrich († před 1680) ∞ Anna Marie Čejková z Olbramovic ∞ Maxmiliana Franziska de Lungen | Vilém Fridrich († před 1680) ∞ Anna Marie Čejková z Olbramovic ∞ Maxmiliana Franziska de Lungen | Vilém Fridrich († před 1680) ∞ Anna Marie Čejková z Olbramovic ∞ Maxmiliana Franziska de Lungen |                         |                         |                                                          |                                                          |                                                          |                                                          |                                                                               |                                                                               |                                                                               |                                                                               |                                                                               |                                                                               |                                       |                                       | Zikmund Norbert († 1667) ∞ Marie Eliška Lažanská z Bukové               | Zikmund Norbert († 1667) ∞ Marie Eliška Lažanská z Bukové               | Zikmund Norbert († 1667) ∞ Marie Eliška Lažanská z Bukové               | Zikmund Norbert († 1667) ∞ Marie Eliška Lažanská z Bukové               | Zikmund Norbert († 1667) ∞ Marie Eliška Lažanská z Bukové               | Zikmund Norbert († 1667) ∞ Marie Eliška Lažanská z Bukové               |                                                             |                                                             |                                                             |                                                             |        |        |                                                                               |                                                                               |                                                                               |                                                                               |                                                                               |                                                                               |            |            | Martin (* 1610) | Martin (* 1610) | Martin (* 1610) | Martin (* 1610) | Martin (* 1610) | Martin (* 1610) |                                                                                      |                                                                                      | | | | | | |                                                                            |                                                                            | Martin Jaroslav (1601 – 6.2.1668) ∞ Ludmila de Nova z Bylon                | Martin Jaroslav (1601 – 6.2.1668) ∞ Ludmila de Nova z Bylon                | Martin Jaroslav (1601 – 6.2.1668) ∞ Ludmila de Nova z Bylon             | Martin Jaroslav (1601 – 6.2.1668) ∞ Ludmila de Nova z Bylon             | Martin Jaroslav (1601 – 6.2.1668) ∞ Ludmila de Nova z Bylon                  | Martin Jaroslav (1601 – 6.2.1668) ∞ Ludmila de Nova z Bylon                  |                                                                              |                                                                              | | | | | | |                                                                                        |                                                                                        |                                                                                        |                                                                                        |
|                |                |                |                |                |                |  |  |                                                                                                 |                                                                                                 |                                                                                                 |                                                                                                 |                                                                                                 |                                                                                                 |                         |                         |                                                          |                                                          |                                                          |                                                          |                                                                               |                                                                               |                                                                               |                                                                               |                                                                               |                                                                               |                                       |                                       |                                                                         |                                                                         |                                                                         |                                                                         |                                                                         |                                                                         |                                                             |                                                             |                                                             |                                                             |        |        |                                                                               |                                                                               |                                                                               |                                                                               |                                                                               |                                                                               |            |            | | | | | | |                                                                                      |                                                                                      | | | | | | |                                                                            |                                                                            |                                                                            |                                                                            |                                                                         |                                                                         |                                                                              |                                                                              |                                                                              |                                                                              | | | | | | |                                                                                        |                                                                                        |                                                                                        |                                                                                        |
|                |                |                |                |                |                |  |  |                                                                                                 |                                                                                                 |                                                                                                 |                                                                                                 |                                                                                                 |                                                                                                 |                         |                         |                                                          |                                                          |                                                          |                                                          |                                                                               |                                                                               |                                                                               |                                                                               |                                                                               |                                                                               |                                       |                                       |                                                                         |                                                                         |                                                                         |                                                                         |                                                                         |                                                                         |                                                             |                                                             |                                                             |                                                             |        |        |                                                                               |                                                                               |                                                                               |                                                                               |                                                                               |                                                                               |            |            | | | | | | |                                                                                      |                                                                                      | | | | | | |                                                                            |                                                                            |                                                                            |                                                                            |                                                                         |                                                                         |                                                                              |                                                                              |                                                                              |                                                                              | | | | | | |                                                                                        |                                                                                        |                                                                                        |                                                                                        |
|                |                |                |                |                |                |  |  |                                                                                                 |                                                                                                 |                                                                                                 |                                                                                                 | Ferdinand František Jan                                                                         | Ferdinand František Jan                                                                         | Ferdinand František Jan | Ferdinand František Jan | Ferdinand František Jan                                  | Ferdinand František Jan                                  |                                                          |                                                          | Sabina Eleonora ∞ Wolfgang von Schenken ∞ Bernard František Paradis de Lasaga | Sabina Eleonora ∞ Wolfgang von Schenken ∞ Bernard František Paradis de Lasaga | Sabina Eleonora ∞ Wolfgang von Schenken ∞ Bernard František Paradis de Lasaga | Sabina Eleonora ∞ Wolfgang von Schenken ∞ Bernard František Paradis de Lasaga | Sabina Eleonora ∞ Wolfgang von Schenken ∞ Bernard František Paradis de Lasaga | Sabina Eleonora ∞ Wolfgang von Schenken ∞ Bernard František Paradis de Lasaga |                                       |                                       | Karel Jiří Václav (1658 – 7.8.1710) ∞ Anna Ludmila Krakovská z Kolovrat | Karel Jiří Václav (1658 – 7.8.1710) ∞ Anna Ludmila Krakovská z Kolovrat | Karel Jiří Václav (1658 – 7.8.1710) ∞ Anna Ludmila Krakovská z Kolovrat | Karel Jiří Václav (1658 – 7.8.1710) ∞ Anna Ludmila Krakovská z Kolovrat | Karel Jiří Václav (1658 – 7.8.1710) ∞ Anna Ludmila Krakovská z Kolovrat | Karel Jiří Václav (1658 – 7.8.1710) ∞ Anna Ludmila Krakovská z Kolovrat |                                                             |                                                             | Václav                                                      | Václav                                                      | Václav | Václav | Václav                                                                        | Václav                                                                        |                                                                               |                                                                               | Jan Václav                                                                    | Jan Václav                                                                    | Jan Václav | Jan Václav | Jan Václav | Jan Václav | | | Martin Michal ∞ Anna Marie Čejková z Olbramovic ∞ Maximiliana de Lungen                                                                                | Martin Michal ∞ Anna Marie Čejková z Olbramovic ∞ Maximiliana de Lungen                                                                                | Martin Michal ∞ Anna Marie Čejková z Olbramovic ∞ Maximiliana de Lungen              | Martin Michal ∞ Anna Marie Čejková z Olbramovic ∞ Maximiliana de Lungen              | Martin Michal ∞ Anna Marie Čejková z Olbramovic ∞ Maximiliana de Lungen                               | Martin Michal ∞ Anna Marie Čejková z Olbramovic ∞ Maximiliana de Lungen                               | | | Anna Polyxena (* 1635) ∞ z Lichtenštejna                                                              | Anna Polyxena (* 1635) ∞ z Lichtenštejna                                                              | Anna Polyxena (* 1635) ∞ z Lichtenštejna                                   | Anna Polyxena (* 1635) ∞ z Lichtenštejna                                   | Anna Polyxena (* 1635) ∞ z Lichtenštejna                                   | Anna Polyxena (* 1635) ∞ z Lichtenštejna                                   |                                                                         |                                                                         | Vilém Václav František (8.4.1637 – 5.10.1684) ∞ Anna Polyxena Ennis de Atter | Vilém Václav František (8.4.1637 – 5.10.1684) ∞ Anna Polyxena Ennis de Atter | Vilém Václav František (8.4.1637 – 5.10.1684) ∞ Anna Polyxena Ennis de Atter | Vilém Václav František (8.4.1637 – 5.10.1684) ∞ Anna Polyxena Ennis de Atter | Vilém Václav František (8.4.1637 – 5.10.1684) ∞ Anna Polyxena Ennis de Atter                        | Vilém Václav František (8.4.1637 – 5.10.1684) ∞ Anna Polyxena Ennis de Atter                        | | | | |                                                                                        |                                                                                        |                                                                                        |                                                                                        |
|                |                |                |                |                |                |  |  |                                                                                                 |                                                                                                 |                                                                                                 |                                                                                                 | Ferdinand František Jan                                                                         | Ferdinand František Jan                                                                         | Ferdinand František Jan | Ferdinand František Jan | Ferdinand František Jan                                  | Ferdinand František Jan                                  |                                                          |                                                          | Sabina Eleonora ∞ Wolfgang von Schenken ∞ Bernard František Paradis de Lasaga | Sabina Eleonora ∞ Wolfgang von Schenken ∞ Bernard František Paradis de Lasaga | Sabina Eleonora ∞ Wolfgang von Schenken ∞ Bernard František Paradis de Lasaga | Sabina Eleonora ∞ Wolfgang von Schenken ∞ Bernard František Paradis de Lasaga | Sabina Eleonora ∞ Wolfgang von Schenken ∞ Bernard František Paradis de Lasaga | Sabina Eleonora ∞ Wolfgang von Schenken ∞ Bernard František Paradis de Lasaga |                                       |                                       | Karel Jiří Václav (1658 – 7.8.1710) ∞ Anna Ludmila Krakovská z Kolovrat | Karel Jiří Václav (1658 – 7.8.1710) ∞ Anna Ludmila Krakovská z Kolovrat | Karel Jiří Václav (1658 – 7.8.1710) ∞ Anna Ludmila Krakovská z Kolovrat | Karel Jiří Václav (1658 – 7.8.1710) ∞ Anna Ludmila Krakovská z Kolovrat | Karel Jiří Václav (1658 – 7.8.1710) ∞ Anna Ludmila Krakovská z Kolovrat | Karel Jiří Václav (1658 – 7.8.1710) ∞ Anna Ludmila Krakovská z Kolovrat |                                                             |                                                             | Václav                                                      | Václav                                                      | Václav | Václav | Václav                                                                        | Václav                                                                        |                                                                               |                                                                               | Jan Václav                                                                    | Jan Václav                                                                    | Jan Václav | Jan Václav | Jan Václav | Jan Václav | | | Martin Michal ∞ Anna Marie Čejková z Olbramovic ∞ Maximiliana de Lungen                                                                                | Martin Michal ∞ Anna Marie Čejková z Olbramovic ∞ Maximiliana de Lungen                                                                                | Martin Michal ∞ Anna Marie Čejková z Olbramovic ∞ Maximiliana de Lungen              | Martin Michal ∞ Anna Marie Čejková z Olbramovic ∞ Maximiliana de Lungen              | Martin Michal ∞ Anna Marie Čejková z Olbramovic ∞ Maximiliana de Lungen                               | Martin Michal ∞ Anna Marie Čejková z Olbramovic ∞ Maximiliana de Lungen                               | | | Anna Polyxena (* 1635) ∞ z Lichtenštejna                                                              | Anna Polyxena (* 1635) ∞ z Lichtenštejna                                                              | Anna Polyxena (* 1635) ∞ z Lichtenštejna                                   | Anna Polyxena (* 1635) ∞ z Lichtenštejna                                   | Anna Polyxena (* 1635) ∞ z Lichtenštejna                                   | Anna Polyxena (* 1635) ∞ z Lichtenštejna                                   |                                                                         |                                                                         | Vilém Václav František (8.4.1637 – 5.10.1684) ∞ Anna Polyxena Ennis de Atter | Vilém Václav František (8.4.1637 – 5.10.1684) ∞ Anna Polyxena Ennis de Atter | Vilém Václav František (8.4.1637 – 5.10.1684) ∞ Anna Polyxena Ennis de Atter | Vilém Václav František (8.4.1637 – 5.10.1684) ∞ Anna Polyxena Ennis de Atter | Vilém Václav František (8.4.1637 – 5.10.1684) ∞ Anna Polyxena Ennis de Atter                        | Vilém Václav František (8.4.1637 – 5.10.1684) ∞ Anna Polyxena Ennis de Atter                        | | | | |                                                                                        |                                                                                        |                                                                                        |                                                                                        |
|                |                |                |                |                |                |  |  |                                                                                                 |                                                                                                 |                                                                                                 |                                                                                                 |                                                                                                 |                                                                                                 |                         |                         |                                                          |                                                          |                                                          |                                                          |                                                                               |                                                                               |                                                                               |                                                                               |                                                                               |                                                                               |                                       |                                       |                                                                         |                                                                         |                                                                         |                                                                         |                                                                         |                                                                         |                                                             |                                                             |                                                             |                                                             |        |        |                                                                               |                                                                               |                                                                               |                                                                               |                                                                               |                                                                               |            |            | | | | | | |                                                                                      |                                                                                      | | | | | | |                                                                            |                                                                            |                                                                            |                                                                            |                                                                         |                                                                         |                                                                              |                                                                              |                                                                              |                                                                              | | | | | | |                                                                                        |                                                                                        |                                                                                        |                                                                                        |
|                |                |                |                |                |                |  |  |                                                                                                 |                                                                                                 |                                                                                                 |                                                                                                 |                                                                                                 |                                                                                                 |                         |                         |                                                          |                                                          |                                                          |                                                          |                                                                               |                                                                               |                                                                               |                                                                               |                                                                               |                                                                               |                                       |                                       |                                                                         |                                                                         |                                                                         |                                                                         |                                                                         |                                                                         |                                                             |                                                             |                                                             |                                                             |        |        |                                                                               |                                                                               |                                                                               |                                                                               |                                                                               |                                                                               |            |            | | | | | | |                                                                                      |                                                                                      | | | | | | |                                                                            |                                                                            |                                                                            |                                                                            |                                                                         |                                                                         |                                                                              |                                                                              |                                                                              |                                                                              | | | | | | |                                                                                        |                                                                                        |                                                                                        |                                                                                        |
|                |                |                |                |                |                |  |  |                                                                                                 |                                                                                                 |                                                                                                 |                                                                                                 |                                                                                                 |                                                                                                 |                         |                         |                                                          |                                                          |                                                          |                                                          |                                                                               |                                                                               |                                                                               |                                                                               | Marianna ∞ Johann Franz von Walmerode                                         | Marianna ∞ Johann Franz von Walmerode                                         | Marianna ∞ Johann Franz von Walmerode | Marianna ∞ Johann Franz von Walmerode | Marianna ∞ Johann Franz von Walmerode                                   | Marianna ∞ Johann Franz von Walmerode                                   |                                                                         |                                                                         | Antonie Alžběta ∞ Jozef Malovec z Malovic a Kosoře                      | Antonie Alžběta ∞ Jozef Malovec z Malovic a Kosoře                      | Antonie Alžběta ∞ Jozef Malovec z Malovic a Kosoře          | Antonie Alžběta ∞ Jozef Malovec z Malovic a Kosoře          | Antonie Alžběta ∞ Jozef Malovec z Malovic a Kosoře          | Antonie Alžběta ∞ Jozef Malovec z Malovic a Kosoře          |        |        | Terezie († 1761) ∞ Adolf Felix von Pötting                                    | Terezie († 1761) ∞ Adolf Felix von Pötting                                    | Terezie († 1761) ∞ Adolf Felix von Pötting                                    | Terezie († 1761) ∞ Adolf Felix von Pötting                                    | Terezie († 1761) ∞ Adolf Felix von Pötting                                    | Terezie († 1761) ∞ Adolf Felix von Pötting                                    |            |            | Martin Vilém (1668 – 19.1.1722) ∞ Ernestina von Bissingen                                                                                              | Martin Vilém (1668 – 19.1.1722) ∞ Ernestina von Bissingen                                                                                              | Martin Vilém (1668 – 19.1.1722) ∞ Ernestina von Bissingen                                                                                              | Martin Vilém (1668 – 19.1.1722) ∞ Ernestina von Bissingen                                                                                              | Martin Vilém (1668 – 19.1.1722) ∞ Ernestina von Bissingen                                                                                              | Martin Vilém (1668 – 19.1.1722) ∞ Ernestina von Bissingen                                                                                              |                                                                                      |                                                                                      | Jan Václav (1669 – leden 1721) ∞ Marie Karolina von Wopping                                           | Jan Václav (1669 – leden 1721) ∞ Marie Karolina von Wopping                                           | Jan Václav (1669 – leden 1721) ∞ Marie Karolina von Wopping                                           | Jan Václav (1669 – leden 1721) ∞ Marie Karolina von Wopping                                           | Jan Václav (1669 – leden 1721) ∞ Marie Karolina von Wopping                                           | Jan Václav (1669 – leden 1721) ∞ Marie Karolina von Wopping                                           |                                                                            |                                                                            | Václav Ferdinand (1669 – 1712)                                             | Václav Ferdinand (1669 – 1712)                                             | Václav Ferdinand (1669 – 1712)                                          | Václav Ferdinand (1669 – 1712)                                          | Václav Ferdinand (1669 – 1712)                                               | Václav Ferdinand (1669 – 1712)                                               |                                                                              |                                                                              | Barbora Isabela (1672 – 1729) ∞ František Felix z Bryslu ∞ Franz Benedikt Mamming von Steinachheimb | Barbora Isabela (1672 – 1729) ∞ František Felix z Bryslu ∞ Franz Benedikt Mamming von Steinachheimb | Barbora Isabela (1672 – 1729) ∞ František Felix z Bryslu ∞ Franz Benedikt Mamming von Steinachheimb | Barbora Isabela (1672 – 1729) ∞ František Felix z Bryslu ∞ Franz Benedikt Mamming von Steinachheimb | Barbora Isabela (1672 – 1729) ∞ František Felix z Bryslu ∞ Franz Benedikt Mamming von Steinachheimb | Barbora Isabela (1672 – 1729) ∞ František Felix z Bryslu ∞ Franz Benedikt Mamming von Steinachheimb |                                                                                        |                                                                                        |                                                                                        |                                                                                        |
|                |                |                |                |                |                |  |  |                                                                                                 |                                                                                                 |                                                                                                 |                                                                                                 |                                                                                                 |                                                                                                 |                         |                         |                                                          |                                                          |                                                          |                                                          |                                                                               |                                                                               |                                                                               |                                                                               | Marianna ∞ Johann Franz von Walmerode                                         | Marianna ∞ Johann Franz von Walmerode                                         | Marianna ∞ Johann Franz von Walmerode | Marianna ∞ Johann Franz von Walmerode | Marianna ∞ Johann Franz von Walmerode                                   | Marianna ∞ Johann Franz von Walmerode                                   |                                                                         |                                                                         | Antonie Alžběta ∞ Jozef Malovec z Malovic a Kosoře                      | Antonie Alžběta ∞ Jozef Malovec z Malovic a Kosoře                      | Antonie Alžběta ∞ Jozef Malovec z Malovic a Kosoře          | Antonie Alžběta ∞ Jozef Malovec z Malovic a Kosoře          | Antonie Alžběta ∞ Jozef Malovec z Malovic a Kosoře          | Antonie Alžběta ∞ Jozef Malovec z Malovic a Kosoře          |        |        | Terezie († 1761) ∞ Adolf Felix von Pötting                                    | Terezie († 1761) ∞ Adolf Felix von Pötting                                    | Terezie († 1761) ∞ Adolf Felix von Pötting                                    | Terezie († 1761) ∞ Adolf Felix von Pötting                                    | Terezie († 1761) ∞ Adolf Felix von Pötting                                    | Terezie († 1761) ∞ Adolf Felix von Pötting                                    |            |            | Martin Vilém (1668 – 19.1.1722) ∞ Ernestina von Bissingen                                                                                              | Martin Vilém (1668 – 19.1.1722) ∞ Ernestina von Bissingen                                                                                              | Martin Vilém (1668 – 19.1.1722) ∞ Ernestina von Bissingen                                                                                              | Martin Vilém (1668 – 19.1.1722) ∞ Ernestina von Bissingen                                                                                              | Martin Vilém (1668 – 19.1.1722) ∞ Ernestina von Bissingen                                                                                              | Martin Vilém (1668 – 19.1.1722) ∞ Ernestina von Bissingen                                                                                              |                                                                                      |                                                                                      | Jan Václav (1669 – leden 1721) ∞ Marie Karolina von Wopping                                           | Jan Václav (1669 – leden 1721) ∞ Marie Karolina von Wopping                                           | Jan Václav (1669 – leden 1721) ∞ Marie Karolina von Wopping                                           | Jan Václav (1669 – leden 1721) ∞ Marie Karolina von Wopping                                           | Jan Václav (1669 – leden 1721) ∞ Marie Karolina von Wopping                                           | Jan Václav (1669 – leden 1721) ∞ Marie Karolina von Wopping                                           |                                                                            |                                                                            | Václav Ferdinand (1669 – 1712)                                             | Václav Ferdinand (1669 – 1712)                                             | Václav Ferdinand (1669 – 1712)                                          | Václav Ferdinand (1669 – 1712)                                          | Václav Ferdinand (1669 – 1712)                                               | Václav Ferdinand (1669 – 1712)                                               |                                                                              |                                                                              | Barbora Isabela (1672 – 1729) ∞ František Felix z Bryslu ∞ Franz Benedikt Mamming von Steinachheimb | Barbora Isabela (1672 – 1729) ∞ František Felix z Bryslu ∞ Franz Benedikt Mamming von Steinachheimb | Barbora Isabela (1672 – 1729) ∞ František Felix z Bryslu ∞ Franz Benedikt Mamming von Steinachheimb | Barbora Isabela (1672 – 1729) ∞ František Felix z Bryslu ∞ Franz Benedikt Mamming von Steinachheimb | Barbora Isabela (1672 – 1729) ∞ František Felix z Bryslu ∞ Franz Benedikt Mamming von Steinachheimb | Barbora Isabela (1672 – 1729) ∞ František Felix z Bryslu ∞ Franz Benedikt Mamming von Steinachheimb |                                                                                        |                                                                                        |                                                                                        |                                                                                        |
|                |                |                |                |                |                |  |  |                                                                                                 |                                                                                                 |                                                                                                 |                                                                                                 |                                                                                                 |                                                                                                 |                         |                         |                                                          |                                                          |                                                          |                                                          |                                                                               |                                                                               |                                                                               |                                                                               |                                                                               |                                                                               |                                       |                                       |                                                                         |                                                                         |                                                                         |                                                                         |                                                                         |                                                                         |                                                             |                                                             |                                                             |                                                             |        |        |                                                                               |                                                                               |                                                                               |                                                                               |                                                                               |                                                                               |            |            | | | | | | |                                                                                      |                                                                                      | | | | | | |                                                                            |                                                                            |                                                                            |                                                                            |                                                                         |                                                                         |                                                                              |                                                                              |                                                                              |                                                                              | | | | | | |                                                                                        |                                                                                        |                                                                                        |                                                                                        |
|                |                |                |                |                |                |  |  |                                                                                                 |                                                                                                 |                                                                                                 |                                                                                                 |                                                                                                 |                                                                                                 |                         |                         |                                                          |                                                          |                                                          |                                                          |                                                                               |                                                                               |                                                                               |                                                                               |                                                                               |                                                                               |                                       |                                       |                                                                         |                                                                         |                                                                         |                                                                         |                                                                         |                                                                         |                                                             |                                                             |                                                             |                                                             |        |        |                                                                               |                                                                               |                                                                               |                                                                               |                                                                               |                                                                               |            |            | | | | | | |                                                                                      |                                                                                      | | | | | | |                                                                            |                                                                            |                                                                            |                                                                            |                                                                         |                                                                         |                                                                              |                                                                              |                                                                              |                                                                              | | | | | | |                                                                                        |                                                                                        |                                                                                        |                                                                                        |
|                |                |                |                |                |                |  |  |                                                                                                 |                                                                                                 |                                                                                                 |                                                                                                 |                                                                                                 |                                                                                                 |                         |                         |                                                          |                                                          |                                                          |                                                          |                                                                               |                                                                               |                                                                               |                                                                               |                                                                               |                                                                               |                                       |                                       |                                                                         |                                                                         |                                                                         |                                                                         | Alžběta Terezie (1708 – 1784) ∞ Jan Josef Malovec z Malovic             | Alžběta Terezie (1708 – 1784) ∞ Jan Josef Malovec z Malovic             | Alžběta Terezie (1708 – 1784) ∞ Jan Josef Malovec z Malovic | Alžběta Terezie (1708 – 1784) ∞ Jan Josef Malovec z Malovic | Alžběta Terezie (1708 – 1784) ∞ Jan Josef Malovec z Malovic | Alžběta Terezie (1708 – 1784) ∞ Jan Josef Malovec z Malovic |        |        | Anna Marie Barbora (2.9.1709 – 19.2.1772) ∞ Filip Nerius Krakovský z Kolovrat | Anna Marie Barbora (2.9.1709 – 19.2.1772) ∞ Filip Nerius Krakovský z Kolovrat | Anna Marie Barbora (2.9.1709 – 19.2.1772) ∞ Filip Nerius Krakovský z Kolovrat | Anna Marie Barbora (2.9.1709 – 19.2.1772) ∞ Filip Nerius Krakovský z Kolovrat | Anna Marie Barbora (2.9.1709 – 19.2.1772) ∞ Filip Nerius Krakovský z Kolovrat | Anna Marie Barbora (2.9.1709 – 19.2.1772) ∞ Filip Nerius Krakovský z Kolovrat |            |            | Kateřina Ludmila (1711 – po 1730) ∞ Josef František Karel von Schönfeld                                                                                | Kateřina Ludmila (1711 – po 1730) ∞ Josef František Karel von Schönfeld                                                                                | Kateřina Ludmila (1711 – po 1730) ∞ Josef František Karel von Schönfeld                                                                                | Kateřina Ludmila (1711 – po 1730) ∞ Josef František Karel von Schönfeld                                                                                | Kateřina Ludmila (1711 – po 1730) ∞ Josef František Karel von Schönfeld                                                                                | Kateřina Ludmila (1711 – po 1730) ∞ Josef František Karel von Schönfeld                                                                                |                                                                                      |                                                                                      | Ferdinand Karel (1696 – po 1727) ∞ Sophie Dubois de Feignes                                           | Ferdinand Karel (1696 – po 1727) ∞ Sophie Dubois de Feignes                                           | Ferdinand Karel (1696 – po 1727) ∞ Sophie Dubois de Feignes                                           | Ferdinand Karel (1696 – po 1727) ∞ Sophie Dubois de Feignes                                           | Ferdinand Karel (1696 – po 1727) ∞ Sophie Dubois de Feignes                                           | Ferdinand Karel (1696 – po 1727) ∞ Sophie Dubois de Feignes                                           |                                                                            |                                                                            | Martin Antonín (1698 – po 1738) ∞ Anna Marie Barbora Jeníšková z Újezda    | Martin Antonín (1698 – po 1738) ∞ Anna Marie Barbora Jeníšková z Újezda    | Martin Antonín (1698 – po 1738) ∞ Anna Marie Barbora Jeníšková z Újezda | Martin Antonín (1698 – po 1738) ∞ Anna Marie Barbora Jeníšková z Újezda | Martin Antonín (1698 – po 1738) ∞ Anna Marie Barbora Jeníšková z Újezda      | Martin Antonín (1698 – po 1738) ∞ Anna Marie Barbora Jeníšková z Újezda      |                                                                              |                                                                              | Gottlob Sebald (cca 1700 – 1767) ∞ Anna Barbora Grabmann von Gromond ∞ Margot von Coenins (bezdět.) | Gottlob Sebald (cca 1700 – 1767) ∞ Anna Barbora Grabmann von Gromond ∞ Margot von Coenins (bezdět.) | Gottlob Sebald (cca 1700 – 1767) ∞ Anna Barbora Grabmann von Gromond ∞ Margot von Coenins (bezdět.) | Gottlob Sebald (cca 1700 – 1767) ∞ Anna Barbora Grabmann von Gromond ∞ Margot von Coenins (bezdět.) | Gottlob Sebald (cca 1700 – 1767) ∞ Anna Barbora Grabmann von Gromond ∞ Margot von Coenins (bezdět.) | Gottlob Sebald (cca 1700 – 1767) ∞ Anna Barbora Grabmann von Gromond ∞ Margot von Coenins (bezdět.) |                                                                                        |                                                                                        |                                                                                        |                                                                                        |
|                |                |                |                |                |                |  |  |                                                                                                 |                                                                                                 |                                                                                                 |                                                                                                 |                                                                                                 |                                                                                                 |                         |                         |                                                          |                                                          |                                                          |                                                          |                                                                               |                                                                               |                                                                               |                                                                               |                                                                               |                                                                               |                                       |                                       |                                                                         |                                                                         |                                                                         |                                                                         | Alžběta Terezie (1708 – 1784) ∞ Jan Josef Malovec z Malovic             | Alžběta Terezie (1708 – 1784) ∞ Jan Josef Malovec z Malovic             | Alžběta Terezie (1708 – 1784) ∞ Jan Josef Malovec z Malovic | Alžběta Terezie (1708 – 1784) ∞ Jan Josef Malovec z Malovic | Alžběta Terezie (1708 – 1784) ∞ Jan Josef Malovec z Malovic | Alžběta Terezie (1708 – 1784) ∞ Jan Josef Malovec z Malovic |        |        | Anna Marie Barbora (2.9.1709 – 19.2.1772) ∞ Filip Nerius Krakovský z Kolovrat | Anna Marie Barbora (2.9.1709 – 19.2.1772) ∞ Filip Nerius Krakovský z Kolovrat | Anna Marie Barbora (2.9.1709 – 19.2.1772) ∞ Filip Nerius Krakovský z Kolovrat | Anna Marie Barbora (2.9.1709 – 19.2.1772) ∞ Filip Nerius Krakovský z Kolovrat | Anna Marie Barbora (2.9.1709 – 19.2.1772) ∞ Filip Nerius Krakovský z Kolovrat | Anna Marie Barbora (2.9.1709 – 19.2.1772) ∞ Filip Nerius Krakovský z Kolovrat |            |            | Kateřina Ludmila (1711 – po 1730) ∞ Josef František Karel von Schönfeld                                                                                | Kateřina Ludmila (1711 – po 1730) ∞ Josef František Karel von Schönfeld                                                                                | Kateřina Ludmila (1711 – po 1730) ∞ Josef František Karel von Schönfeld                                                                                | Kateřina Ludmila (1711 – po 1730) ∞ Josef František Karel von Schönfeld                                                                                | Kateřina Ludmila (1711 – po 1730) ∞ Josef František Karel von Schönfeld                                                                                | Kateřina Ludmila (1711 – po 1730) ∞ Josef František Karel von Schönfeld                                                                                |                                                                                      |                                                                                      | Ferdinand Karel (1696 – po 1727) ∞ Sophie Dubois de Feignes                                           | Ferdinand Karel (1696 – po 1727) ∞ Sophie Dubois de Feignes                                           | Ferdinand Karel (1696 – po 1727) ∞ Sophie Dubois de Feignes                                           | Ferdinand Karel (1696 – po 1727) ∞ Sophie Dubois de Feignes                                           | Ferdinand Karel (1696 – po 1727) ∞ Sophie Dubois de Feignes                                           | Ferdinand Karel (1696 – po 1727) ∞ Sophie Dubois de Feignes                                           |                                                                            |                                                                            | Martin Antonín (1698 – po 1738) ∞ Anna Marie Barbora Jeníšková z Újezda    | Martin Antonín (1698 – po 1738) ∞ Anna Marie Barbora Jeníšková z Újezda    | Martin Antonín (1698 – po 1738) ∞ Anna Marie Barbora Jeníšková z Újezda | Martin Antonín (1698 – po 1738) ∞ Anna Marie Barbora Jeníšková z Újezda | Martin Antonín (1698 – po 1738) ∞ Anna Marie Barbora Jeníšková z Újezda      | Martin Antonín (1698 – po 1738) ∞ Anna Marie Barbora Jeníšková z Újezda      |                                                                              |                                                                              | Gottlob Sebald (cca 1700 – 1767) ∞ Anna Barbora Grabmann von Gromond ∞ Margot von Coenins (bezdět.) | Gottlob Sebald (cca 1700 – 1767) ∞ Anna Barbora Grabmann von Gromond ∞ Margot von Coenins (bezdět.) | Gottlob Sebald (cca 1700 – 1767) ∞ Anna Barbora Grabmann von Gromond ∞ Margot von Coenins (bezdět.) | Gottlob Sebald (cca 1700 – 1767) ∞ Anna Barbora Grabmann von Gromond ∞ Margot von Coenins (bezdět.) | Gottlob Sebald (cca 1700 – 1767) ∞ Anna Barbora Grabmann von Gromond ∞ Margot von Coenins (bezdět.) | Gottlob Sebald (cca 1700 – 1767) ∞ Anna Barbora Grabmann von Gromond ∞ Margot von Coenins (bezdět.) |                                                                                        |                                                                                        |                                                                                        |                                                                                        |
|                |                |                |                |                |                |  |  |                                                                                                 |                                                                                                 |                                                                                                 |                                                                                                 |                                                                                                 |                                                                                                 |                         |                         |                                                          |                                                          |                                                          |                                                          |                                                                               |                                                                               |                                                                               |                                                                               |                                                                               |                                                                               |                                       |                                       |                                                                         |                                                                         |                                                                         |                                                                         |                                                                         |                                                                         |                                                             |                                                             |                                                             |                                                             |        |        |                                                                               |                                                                               |                                                                               |                                                                               |                                                                               |                                                                               |            |            | | | | | | |                                                                                      |                                                                                      | | | | | | |                                                                            |                                                                            |                                                                            |                                                                            |                                                                         |                                                                         |                                                                              |                                                                              |                                                                              |                                                                              | | | | | | |                                                                                        |                                                                                        |                                                                                        |                                                                                        |
|                |                |                |                |                |                |  |  |                                                                                                 |                                                                                                 |                                                                                                 |                                                                                                 |                                                                                                 |                                                                                                 |                         |                         |                                                          |                                                          |                                                          |                                                          |                                                                               |                                                                               |                                                                               |                                                                               |                                                                               |                                                                               |                                       |                                       |                                                                         |                                                                         |                                                                         |                                                                         |                                                                         |                                                                         |                                                             |                                                             |                                                             |                                                             |        |        |                                                                               |                                                                               |                                                                               |                                                                               |                                                                               |                                                                               |            |            | | | | | | |                                                                                      |                                                                                      | | | | | | |                                                                            |                                                                            |                                                                            |                                                                            |                                                                         |                                                                         |                                                                              |                                                                              |                                                                              |                                                                              | | | | | | |                                                                                        |                                                                                        |                                                                                        |                                                                                        |
|                |                |                |                |                |                |  |  |                                                                                                 |                                                                                                 |                                                                                                 |                                                                                                 |                                                                                                 |                                                                                                 |                         |                         |                                                          |                                                          |                                                          |                                                          |                                                                               |                                                                               |                                                                               |                                                                               |                                                                               |                                                                               |                                       |                                       |                                                                         |                                                                         |                                                                         |                                                                         |                                                                         |                                                                         |                                                             |                                                             |                                                             |                                                             |        |        |                                                                               |                                                                               |                                                                               |                                                                               |                                                                               |                                                                               |            |            | | | | | | |                                                                                      |                                                                                      | Karel Josef (14.12.1727 – 24.8.1789) ∞ Marie Konstanze von Unwerth (bezdět.) ∞ Johana Bubnová z Litic | Karel Josef (14.12.1727 – 24.8.1789) ∞ Marie Konstanze von Unwerth (bezdět.) ∞ Johana Bubnová z Litic | Karel Josef (14.12.1727 – 24.8.1789) ∞ Marie Konstanze von Unwerth (bezdět.) ∞ Johana Bubnová z Litic | Karel Josef (14.12.1727 – 24.8.1789) ∞ Marie Konstanze von Unwerth (bezdět.) ∞ Johana Bubnová z Litic | Karel Josef (14.12.1727 – 24.8.1789) ∞ Marie Konstanze von Unwerth (bezdět.) ∞ Johana Bubnová z Litic | Karel Josef (14.12.1727 – 24.8.1789) ∞ Marie Konstanze von Unwerth (bezdět.) ∞ Johana Bubnová z Litic |                                                                            |                                                                            |                                                                            |                                                                            |                                                                         |                                                                         | Jan Nepomuk († před 1826)                                                    | Jan Nepomuk († před 1826)                                                    | Jan Nepomuk († před 1826)                                                    | Jan Nepomuk († před 1826)                                                    | Jan Nepomuk († před 1826)                                                                           | Jan Nepomuk († před 1826)                                                                           | | | Marie Anna (1724 – po 1797) ∞ Jan Arnošt Buben ∞ Ferdinand Jakub Kokořowecz z Kokořowa              | Marie Anna (1724 – po 1797) ∞ Jan Arnošt Buben ∞ Ferdinand Jakub Kokořowecz z Kokořowa              | Marie Anna (1724 – po 1797) ∞ Jan Arnošt Buben ∞ Ferdinand Jakub Kokořowecz z Kokořowa | Marie Anna (1724 – po 1797) ∞ Jan Arnošt Buben ∞ Ferdinand Jakub Kokořowecz z Kokořowa | Marie Anna (1724 – po 1797) ∞ Jan Arnošt Buben ∞ Ferdinand Jakub Kokořowecz z Kokořowa | Marie Anna (1724 – po 1797) ∞ Jan Arnošt Buben ∞ Ferdinand Jakub Kokořowecz z Kokořowa |
|                |                |                |                |                |                |  |  |                                                                                                 |                                                                                                 |                                                                                                 |                                                                                                 |                                                                                                 |                                                                                                 |                         |                         |                                                          |                                                          |                                                          |                                                          |                                                                               |                                                                               |                                                                               |                                                                               |                                                                               |                                                                               |                                       |                                       |                                                                         |                                                                         |                                                                         |                                                                         |                                                                         |                                                                         |                                                             |                                                             |                                                             |                                                             |        |        |                                                                               |                                                                               |                                                                               |                                                                               |                                                                               |                                                                               |            |            | | | | | | |                                                                                      |                                                                                      | Karel Josef (14.12.1727 – 24.8.1789) ∞ Marie Konstanze von Unwerth (bezdět.) ∞ Johana Bubnová z Litic | Karel Josef (14.12.1727 – 24.8.1789) ∞ Marie Konstanze von Unwerth (bezdět.) ∞ Johana Bubnová z Litic | Karel Josef (14.12.1727 – 24.8.1789) ∞ Marie Konstanze von Unwerth (bezdět.) ∞ Johana Bubnová z Litic | Karel Josef (14.12.1727 – 24.8.1789) ∞ Marie Konstanze von Unwerth (bezdět.) ∞ Johana Bubnová z Litic | Karel Josef (14.12.1727 – 24.8.1789) ∞ Marie Konstanze von Unwerth (bezdět.) ∞ Johana Bubnová z Litic | Karel Josef (14.12.1727 – 24.8.1789) ∞ Marie Konstanze von Unwerth (bezdět.) ∞ Johana Bubnová z Litic |                                                                            |                                                                            |                                                                            |                                                                            |                                                                         |                                                                         | Jan Nepomuk († před 1826)                                                    | Jan Nepomuk († před 1826)                                                    | Jan Nepomuk († před 1826)                                                    | Jan Nepomuk († před 1826)                                                    | Jan Nepomuk († před 1826)                                                                           | Jan Nepomuk († před 1826)                                                                           | | | Marie Anna (1724 – po 1797) ∞ Jan Arnošt Buben ∞ Ferdinand Jakub Kokořowecz z Kokořowa              | Marie Anna (1724 – po 1797) ∞ Jan Arnošt Buben ∞ Ferdinand Jakub Kokořowecz z Kokořowa              | Marie Anna (1724 – po 1797) ∞ Jan Arnošt Buben ∞ Ferdinand Jakub Kokořowecz z Kokořowa | Marie Anna (1724 – po 1797) ∞ Jan Arnošt Buben ∞ Ferdinand Jakub Kokořowecz z Kokořowa | Marie Anna (1724 – po 1797) ∞ Jan Arnošt Buben ∞ Ferdinand Jakub Kokořowecz z Kokořowa | Marie Anna (1724 – po 1797) ∞ Jan Arnošt Buben ∞ Ferdinand Jakub Kokořowecz z Kokořowa |
|                |                |                |                |                |                |  |  |                                                                                                 |                                                                                                 |                                                                                                 |                                                                                                 |                                                                                                 |                                                                                                 |                         |                         |                                                          |                                                          |                                                          |                                                          |                                                                               |                                                                               |                                                                               |                                                                               |                                                                               |                                                                               |                                       |                                       |                                                                         |                                                                         |                                                                         |                                                                         |                                                                         |                                                                         |                                                             |                                                             |                                                             |                                                             |        |        |                                                                               |                                                                               |                                                                               |                                                                               |                                                                               |                                                                               |            |            | | | | | | |                                                                                      |                                                                                      | | | | | | |                                                                            |                                                                            |                                                                            |                                                                            |                                                                         |                                                                         |                                                                              |                                                                              |                                                                              |                                                                              | | | | | | |                                                                                        |                                                                                        |                                                                                        |                                                                                        |
|                |                |                |                |                |                |  |  |                                                                                                 |                                                                                                 |                                                                                                 |                                                                                                 |                                                                                                 |                                                                                                 |                         |                         |                                                          |                                                          |                                                          |                                                          |                                                                               |                                                                               |                                                                               |                                                                               |                                                                               |                                                                               |                                       |                                       |                                                                         |                                                                         |                                                                         |                                                                         |                                                                         |                                                                         |                                                             |                                                             |                                                             |                                                             |        |        |                                                                               |                                                                               |                                                                               |                                                                               |                                                                               |                                                                               |            |            | | | | | | |                                                                                      |                                                                                      | | | | | | |                                                                            |                                                                            |                                                                            |                                                                            |                                                                         |                                                                         |                                                                              |                                                                              |                                                                              |                                                                              | | | | | | |                                                                                        |                                                                                        |                                                                                        |                                                                                        |
|                |                |                |                |                |                |  |  |                                                                                                 |                                                                                                 |                                                                                                 |                                                                                                 |                                                                                                 |                                                                                                 |                         |                         |                                                          |                                                          |                                                          |                                                          |                                                                               |                                                                               |                                                                               |                                                                               |                                                                               |                                                                               |                                       |                                       |                                                                         |                                                                         |                                                                         |                                                                         |                                                                         |                                                                         |                                                             |                                                             |                                                             |                                                             |        |        |                                                                               |                                                                               |                                                                               |                                                                               |                                                                               |                                                                               |            |            | | | | | Emanuel Petr (18.12.1772 – 16.11.1827) ∞ Marie Terezie Wiedersperger von Wiedersperg                                                                   | Emanuel Petr (18.12.1772 – 16.11.1827) ∞ Marie Terezie Wiedersperger von Wiedersperg                                                                   | Emanuel Petr (18.12.1772 – 16.11.1827) ∞ Marie Terezie Wiedersperger von Wiedersperg | Emanuel Petr (18.12.1772 – 16.11.1827) ∞ Marie Terezie Wiedersperger von Wiedersperg | Emanuel Petr (18.12.1772 – 16.11.1827) ∞ Marie Terezie Wiedersperger von Wiedersperg                  | Emanuel Petr (18.12.1772 – 16.11.1827) ∞ Marie Terezie Wiedersperger von Wiedersperg                  | | | Marie Anna Ludmila (4.8.1794 – 18.11.1846) ∞ Podivin Donat von Rumerskirch                            | Marie Anna Ludmila (4.8.1794 – 18.11.1846) ∞ Podivin Donat von Rumerskirch                            | Marie Anna Ludmila (4.8.1794 – 18.11.1846) ∞ Podivin Donat von Rumerskirch | Marie Anna Ludmila (4.8.1794 – 18.11.1846) ∞ Podivin Donat von Rumerskirch | Marie Anna Ludmila (4.8.1794 – 18.11.1846) ∞ Podivin Donat von Rumerskirch | Marie Anna Ludmila (4.8.1794 – 18.11.1846) ∞ Podivin Donat von Rumerskirch |                                                                         |                                                                         |                                                                              |                                                                              |                                                                              |                                                                              | | | | | | |                                                                                        |                                                                                        |                                                                                        |                                                                                        |
|                |                |                |                |                |                |  |  |                                                                                                 |                                                                                                 |                                                                                                 |                                                                                                 |                                                                                                 |                                                                                                 |                         |                         |                                                          |                                                          |                                                          |                                                          |                                                                               |                                                                               |                                                                               |                                                                               |                                                                               |                                                                               |                                       |                                       |                                                                         |                                                                         |                                                                         |                                                                         |                                                                         |                                                                         |                                                             |                                                             |                                                             |                                                             |        |        |                                                                               |                                                                               |                                                                               |                                                                               |                                                                               |                                                                               |            |            | | | | | Emanuel Petr (18.12.1772 – 16.11.1827) ∞ Marie Terezie Wiedersperger von Wiedersperg                                                                   | Emanuel Petr (18.12.1772 – 16.11.1827) ∞ Marie Terezie Wiedersperger von Wiedersperg                                                                   | Emanuel Petr (18.12.1772 – 16.11.1827) ∞ Marie Terezie Wiedersperger von Wiedersperg | Emanuel Petr (18.12.1772 – 16.11.1827) ∞ Marie Terezie Wiedersperger von Wiedersperg | Emanuel Petr (18.12.1772 – 16.11.1827) ∞ Marie Terezie Wiedersperger von Wiedersperg                  | Emanuel Petr (18.12.1772 – 16.11.1827) ∞ Marie Terezie Wiedersperger von Wiedersperg                  | | | Marie Anna Ludmila (4.8.1794 – 18.11.1846) ∞ Podivin Donat von Rumerskirch                            | Marie Anna Ludmila (4.8.1794 – 18.11.1846) ∞ Podivin Donat von Rumerskirch                            | Marie Anna Ludmila (4.8.1794 – 18.11.1846) ∞ Podivin Donat von Rumerskirch | Marie Anna Ludmila (4.8.1794 – 18.11.1846) ∞ Podivin Donat von Rumerskirch | Marie Anna Ludmila (4.8.1794 – 18.11.1846) ∞ Podivin Donat von Rumerskirch | Marie Anna Ludmila (4.8.1794 – 18.11.1846) ∞ Podivin Donat von Rumerskirch |                                                                         |                                                                         |                                                                              |                                                                              |                                                                              |                                                                              | | | | | | |                                                                                        |                                                                                        |                                                                                        |                                                                                        |
|                |                |                |                |                |                |  |  |                                                                                                 |                                                                                                 |                                                                                                 |                                                                                                 |                                                                                                 |                                                                                                 |                         |                         |                                                          |                                                          |                                                          |                                                          |                                                                               |                                                                               |                                                                               |                                                                               |                                                                               |                                                                               |                                       |                                       |                                                                         |                                                                         |                                                                         |                                                                         |                                                                         |                                                                         |                                                             |                                                             |                                                             |                                                             |        |        |                                                                               |                                                                               |                                                                               |                                                                               |                                                                               |                                                                               |            |            | | | | | | |                                                                                      |                                                                                      | | | | | | |                                                                            |                                                                            |                                                                            |                                                                            |                                                                         |                                                                         |                                                                              |                                                                              |                                                                              |                                                                              | | | | | | |                                                                                        |                                                                                        |                                                                                        |                                                                                        |
|                |                |                |                |                |                |  |  |                                                                                                 |                                                                                                 |                                                                                                 |                                                                                                 |                                                                                                 |                                                                                                 |                         |                         |                                                          |                                                          |                                                          |                                                          |                                                                               |                                                                               |                                                                               |                                                                               |                                                                               |                                                                               |                                       |                                       |                                                                         |                                                                         |                                                                         |                                                                         |                                                                         |                                                                         |                                                             |                                                             |                                                             |                                                             |        |        |                                                                               |                                                                               |                                                                               |                                                                               |                                                                               |                                                                               |            |            | | | | | | |                                                                                      |                                                                                      | | | | | | |                                                                            |                                                                            |                                                                            |                                                                            |                                                                         |                                                                         |                                                                              |                                                                              |                                                                              |                                                                              | | | | | | |                                                                                        |                                                                                        |                                                                                        |                                                                                        |
|                |                |                |                |                |                |  |  |                                                                                                 |                                                                                                 |                                                                                                 |                                                                                                 |                                                                                                 |                                                                                                 |                         |                         |                                                          |                                                          |                                                          |                                                          |                                                                               |                                                                               |                                                                               |                                                                               |                                                                               |                                                                               |                                       |                                       |                                                                         |                                                                         |                                                                         |                                                                         |                                                                         |                                                                         |                                                             |                                                             |                                                             |                                                             |        |        |                                                                               |                                                                               |                                                                               |                                                                               |                                                                               |                                                                               |            |            | | | | | Fridrich Jan (15.3.1804 – 23.12.1877) | |                                                                                      |                                                                                      | | | | | | |                                                                            |                                                                            |                                                                            |                                                                            |                                                                         |                                                                         |                                                                              |                                                                              |                                                                              |                                                                              | | | | | | |                                                                                        |                                                                                        |                                                                                        |                                                                                        |
|                |                |                |                |                |                |  |  |                                                                                                 |                                                                                                 |                                                                                                 |                                                                                                 |                                                                                                 |                                                                                                 |                         |                         |                                                          |                                                          |                                                          |                                                          |                                                                               |                                                                               |                                                                               |                                                                               |                                                                               |                                                                               |                                       |                                       |                                                                         |                                                                         |                                                                         |                                                                         |                                                                         |                                                                         |                                                             |                                                             |                                                             |                                                             |        |        |                                                                               |                                                                               |                                                                               |                                                                               |                                                                               |                                                                               |            |            | | | | | | |                                                                                      |                                                                                      | | | | | | |                                                                            |                                                                            |                                                                            |                                                                            |                                                                         |                                                                         |                                                                              |                                                                              |                                                                              |                                                                              | | | | | | |                                                                                        |                                                                                        |                                                                                        |                                                                                        |

## Příbuzenstvo
Spojili se s Jeníšky z Újezda, Lažanskými, Kolovraty či Žerotíny.